# Церковь Христа (Филиппины)
Иглесия ни Кристо (таг. Iglesia ni Cristo [ɪˈgleʃɐniˈkɾisto], Церковь Христа, сокр. INC) — международная христианская церковь, основанная в 1914 году филиппинцем Феликсом Манало. Согласно переписи 2010 года, членами церкви является 2,45 % населения Филиппин, что делает её четвёртой по величине конфессией страны после католицизма, ислама и евангельского христианства.
Иглесия ни Кристо создавалась ориентированной на филиппинцев, разочаровавшихся в Католической церкви в период колониального правления, и продолжает оспаривать её доктрины, такие как учение о Троице, Божественность Христа, практика крещения младенцев и примат папы Римского.

## Вероучение
Иглесия ни Кристо не принимает учения о Троице, придерживаясь арианских взглядов на Христа как творение Бога, не равное ему. Приверженцы церкви считают, что официальная (католическая) церковь отступила от Бога в первые века своего существования, а истинная чистота веры была восстановлена последним божьим посланником Феликсом Манало, «ангелом с востока» из Откр. 7:2, и спасение возможно только через созданную им церковь.